# Orde van Alfons XII
De Civiele Orde van Alfons XII (Spaans: "Orden civil de Alfonso XII") werd op 23 mei 1902 door de Spaanse koning Alfons XIII ingesteld als een orde van verdienste voor kunstenaars, schrijvers en leraren die op buitengewone wijze aan de ontwikkeling van de cultuur in Spanje bijdroegen. De orde had drie graden en werd vervangen door de Orde van Alfons X de Wijze. De orde was gesticht ter herinnering aan zijn vader, Koning Alfons XII van Spanje.
In 1928 werd de orde nog toegekend door het Ministerio de Instruccion publica y Bellas Artes maar zij overleefde de republiek en de burgeroorlog niet.
De orde was al jaren in onbruik geraakt maar zij werd pas door het Koninklijk Decreet van 2 september 1988 daadwerkelijk afgeschaft.

## De graden van de orde
- De koning was de Grootmeester
- Grootkruisen
- Commandeurs (Comendor de Número de la Orden Civil de Alfonso XII)
- Surnumeraire Commandeurs
- Ridders of "Caballeros"

## De versierselen
Het ingewikkeld vormgegeven kleinood van de orde was een violet geëmailleerd kruis met vier brede en 12 smallere armen waarop een rood gevoerde gouden beugelkroon en een krans van groene lauweren en gouden palmtakken was aangebracht met op de knoop het Spaanse koninklijke wapen. Centraal stond een adelaar in de natuurlijke kleur met uitgespreide vleugels boven zilveren wolken met daaromheen aan de onderzijde in grote gouden Latijnse letters het motto "ALTIORA PETO" wat "ik streef hoger" betekent en daarboven het koninklijke monogram van de stichter "A XII".
Op de ster van de Commandeurs was het kruis niet geëmailleerd maar van goud.